# Municipalità locale di Raymond Mhlaba
Raymond Mhlaba è una municipalità locale (in inglese Raymond Mhlaba Local Municipality) appartenente alla municipalità distrettuale di Amatole della  Provincia del Capo Orientale in Sudafrica. Si è costituita nel 2016 a seguito della fusione tra la municipalità locale di Nkonkobe e la municipalità locale di Nxuba.
In base al censimento del 2001 la sua popolazione è di 128.659 abitanti.
La sede amministrativa e legislativa è la città di Fort Beaufort e il suo territorio si estende su una superficie di 3.724 km² ed è suddiviso in 21 circoscrizioni elettorali (wards). Il suo codice di distretto è EC127.

## Geografia fisica

### Confini
La municipalità locale di Raymond Mhlaba confina a nord con quella di Municipalità distrettuale di Chris Hani, a est con quelle di Amahlathi e Buffalo City, a sud con quelle di Makana (Sarah Baartman) e Ngqushwa.

### Città e comuni
- Alice
- Amagwala
- Amajingqi
- Amagqunukwebe
- Amakhuze
- Balfour
- Bellvale
- Bhofolo
- Blinkwater
- Ekuphumuleni
- Fort Beaufort
- Fort Hare
- Gaika-Mbo
- Gaga
- Hogsback
- Imingcangathelo
- Jingqi
- Kwa-Pita
- Lekfontein
- Liddleton
- Mhlangeni
- Middledrift
- Mlungisi
- Moreson
- Mpofu
- Ngqika
- Ngwalana
- Seymour
- Tamboekie Vlei
- Tyumie
- Victoria East

### Fiumi
- Debe
- Groot-Vis
- Kat
- Keiskamma
- Klipplaat
- Koonap
- Kroomie
- Krom
- Mdizeni
- Qibira
- Readsdale
- Tyara
- Tyume
- Waterkloof
- Wolf

### Dighe
- Binfield Dam
- Debe Dam
- Katrivier Dam
- Pleasant View Dam